# UMAX
UMAX (유맥스)는 대한민국의 필콘미디어에서 운영하는 UHD 전문 채널이다. 2013년 12월 1일에 개국했다.